# Let’s Talk About Love (альбом Modern Talking)
Let’s Talk About Love (с англ. — «Давай поговорим о любви») — второй студийный альбом немецкой поп-группы Modern Talking, вышедший 25 октября 1985 года. Он включает в себя международный хит группы — песню «Cheri, Cheri Lady», а также такую известную композицию, как «Heaven Will Know».
В СССР был издан фирмой «Мелодия» в 1986 году (с отличием - вместо трека  «You’re the Lady of My Heart» стоит композиция из 1-го альбома "You're My Heart, You're My Soul", а вместо "Let's Talk About Love" - "You Can Win If You Want"), в России выходил на кассетах в 1993 году.

## Создание альбома
Альбом был записан на волне успеха первых релизов Modern Talking: синглов «You’re My Heart, You’re My Soul», «You Can Win If You Want» и альбома The First Album. Дитеру Болену важно было в тот момент закрепить успех группы новыми релизами, и уже в с сентябре 1985 года, всего через полгода после выпуска первого альбома группы, второй был готов.
Открывает альбом хит «Cheri, Cheri Lady». Выпущенный синглом, в преддверии релиза альбома, он стал третьим синглом номер один дуэта. Песня «With a Little Love», по признанию Дитера Болена, посвящена его старшему сыну Марку, родившемуся как раз летом 1985 года. Томас Андерс часто исполнял эту песню на своих концертах в 1987—1997 годах. Песня «Let’s Talk About Love» исполнена в необычной для группы манере: в песне отсутствует «нормальный» припев (также встречается в песнях «Juliet» и «Shooting Star»: весь припев исполнен бэк-вокалистами фальцетом). Кроме того, эта песня, как и «You’re the Lady of My Heart», была мало известна советским слушателям, так как на многочисленных релизах этой пластинки фирмой «Мелодия» обе песни были заменены на два сингла («You Can Win If You Want» и «You’re My Heart, You’re My Soul») из первого альбома группы.

## Сертификация
- BVMI (Германия) — платиновый. Статус присвоен в 1986 году.[2]

## Список композиций
Тексты и музыку всех композиций написал Дитер Болен.
| №                   | Название                          | Длительность |
| ------------------- | --------------------------------- | ------------ |
| 1.                  | «Cheri, Cheri Lady»               | 3:51         |
| 2.                  | «With a Little Love»              | 3:38         |
| 3.                  | «Wild Wild Water»                 | 4:42         |
| 4.                  | «You’re the Lady of My Heart»     | 3:32         |
| 5.                  | «Just Like an Angel»              | 3:19         |
| 6.                  | «Heaven Will Know»                | 4:06         |
| 7.                  | «Love Don’t Live Here Anymore»    | 4:26         |
| 8.                  | «Why Did You Do It Just Tonight?» | 4:27         |
| 9.                  | «Don’t Give Up»                   | 3:24         |
| 10.                 | «Let’s Talk About Love»           | 3:53         |
| Общая длительность: | Общая длительность:               | 39:16        |

## Участники записи
- Томас Андерс — вокал, доп. электрогитара;
- Дитер Болен — бэк-вокал, клавитара, клавишные, аранжировки, продюсирование;
- Луис Родригез — аранжировки, продюсирование;
- Ральф Штемманн - клавишные, программирование;
- Рольф Кёлер — бэк-вокал, хоры;
- Детлеф Видеке — бэк-вокал, хоры, гитара;
- Михаэль Шольц — бэк-вокал, хоры;
- Биргер Корляйс — бэк-вокал, хоры.

## Высшие позиции в чартах (1985)
- Швейцария — 1 место.
- Дания — 1 место.
- Турция — 1 место.
- Чили — 1 место.
- ФРГ — 2 место.
- Норвегия — 3 место.
- Бельгия — 3 место.
- Швеция — 4 место.
- Австрия — 4 место.
- Греция — 6 место.
- Нидерланды — 17 место.